# Relaciones Canadá-Irán
Canadá e Irán no han tenido relaciones diplomáticas formales desde 2012. En ausencia de representación diplomática, Italia actúa como un poder protector de Canadá en Irán y Suiza actúa como poder protector de Irán en Canadá.

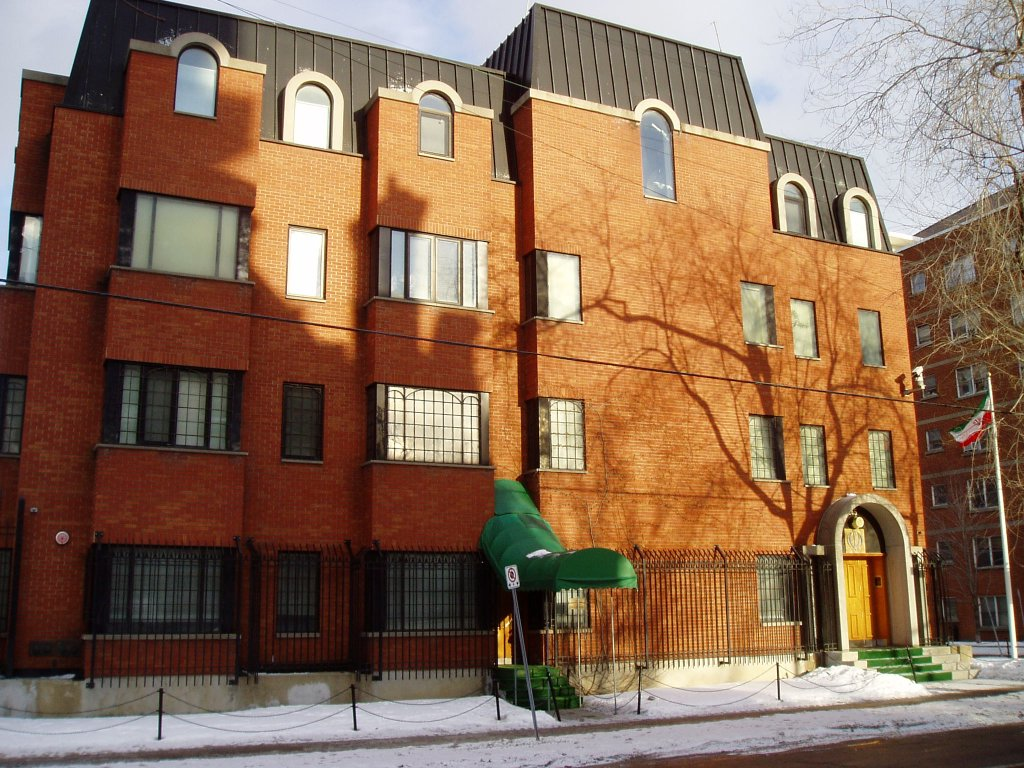
Antigua embajada iraní en Ottawa

## Historia

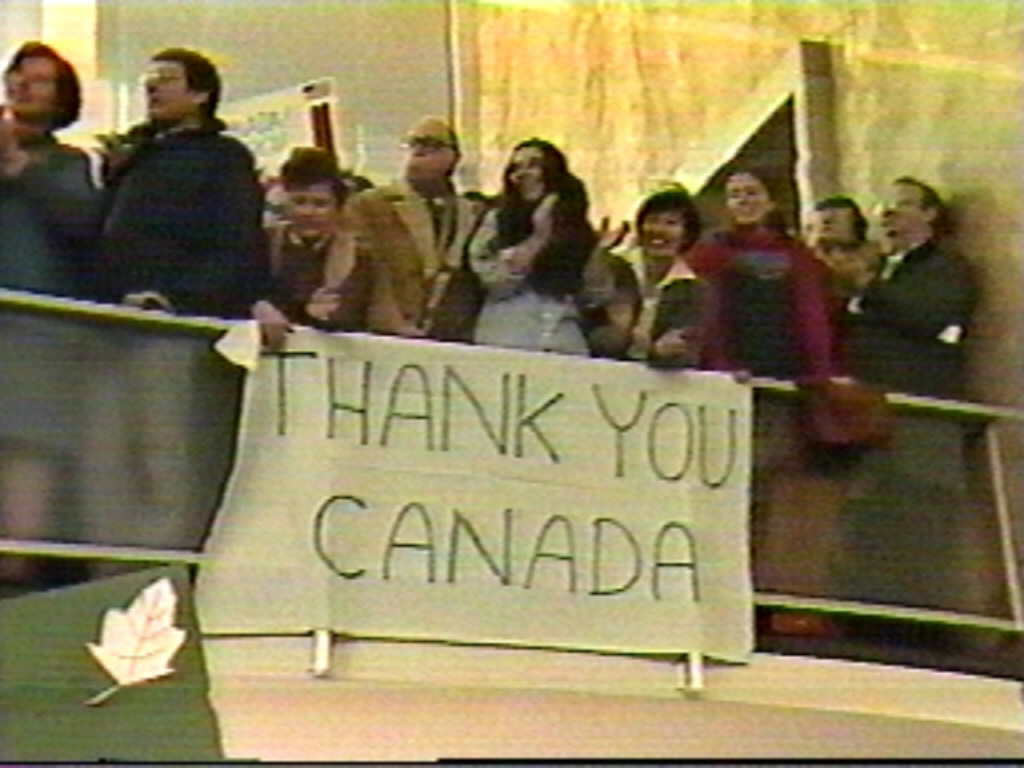
Los estadounidenses muestran su gratitud por los esfuerzos canadienses durante el Subterfugio canadiense, una misión de rescate de diplomáticos estadounidenses durante la crisis de los rehenes en Irán de noviembre de 1979 a enero de 1981.

Antes de 1955, los asuntos consulares y comerciales canadienses en Irán se llevaban a cabo a través de la embajada británica en Irán. Las relaciones exteriores y los lazos diplomáticos entre Canadá e Irán comenzaron con la fundación de una misión iraní en Ottawa en 1956, y de una misión canadiense en Teherán en 1959. La misión canadiense obtuvo el estatuto de embajada en 1961.

### Ruptura de relaciones bajo el régimen de Jomeiní
Las relaciones formales entre ambas naciones continuaron ininterrumpidamente desde 1955 hasta 1980. Cuando la revolución iraní del ayatolá Ruhollah Jomeiní expulsó al sha del país en 1979, la embajada canadiense se apresuró a evacuar a los 850 trabajadores canadienses que había en Irán, mientras el personal de la embajada permanecía en el país. Seis diplomáticos estadounidenses se refugiaron en la embajada de Canadá después de que manifestantes estudiantiles iraníes asaltaran la embajada de Estados Unidos, y el gobierno canadiense, en coordinación con la Agencia Central de Inteligencia, los evacuó del país de forma segura utilizando pasaportes canadienses con visados iraníes falsos. Este rescate encubierto se conoció como el Subterfugio canadiense, y aunque mejoró las relaciones de Canadá con Estados Unidos, las relaciones entre Canadá e Irán se volvieron más inestables. El personal de la embajada fue evacuado rápidamente por temor a represalias contra los canadienses, y la embajada fue cerrada en 1980.

### Reanudación de las relaciones diplomáticas bajo Jameneí
De 1980 a 1988, Canadá e Irán no mantuvieron lazos diplomáticos normales, aunque las relaciones no se rompieron formalmente. El gobierno canadiense se mostró reacio a reabrir una embajada, tanto por la historia como por el historial del gobierno iraní de secuestros y torturas a diplomáticos. En 1988, los dos gobiernos acordaron reanudar las relaciones diplomáticas a bajo nivel, y se reabrió la embajada canadiense en Teherán.
Debido a las difíciles relaciones que siguieron a la Revolución iraní, Irán no estableció una embajada en Canadá hasta 1991. Su personal, que vivía en un edificio de la avenida Roosevelt, en el extremo oeste de Ottawa, se trasladó al 245 de la calle Metcalfe, en el barrio Centretown de Ottawa, y la misión pasó a tener categoría de embajada. En Teherán, la embajada canadiense estaba situada en el número 57 de la calle Shahid Sarafaz y la avenida Ostad Motahari. La misión contaba con un encargado y no con un embajador de pleno derecho.
Las naciones intercambiaron formalmente embajadores en 1996. La preocupación canadiense por las violaciones de los derechos humanos en Irán, su historial en materia de no proliferación nuclear, la negación del Holocausto y las amenazas de destruir Israel, así como su oposición activa al proceso de paz en Oriente Medio, condujeron a una política de «compromiso controlado» por parte de los diplomáticos canadienses. Se restringieron los vínculos bilaterales, por ejemplo impidiendo las conexiones aéreas directas entre ambos países o la apertura de consulados y centros culturales iraníes en Canadá (aparte de la embajada en Ottawa).
Canadá también ha seguido expresando su preocupación por los derechos humanos en Irán y, en particular, por cuestiones como la independencia del poder judicial, las detenciones arbitrarias, la libertad de expresión, el trato a las mujeres y el trato a las personas pertenecientes a minorías religiosas y étnicas, incluida la pequeña comunidad judía que queda en Irán y los miembros de la Fe Baháʼí.

### 2003: Zahra Kazemi
Las relaciones entre Canadá e Irán se deterioraron drásticamente en junio de 2003, cuando Zahra Kazemi, fotógrafa independiente iraní-canadiense de Montreal, fue detenida mientras tomaba fotografías en el exterior de una prisión de Teherán durante una protesta estudiantil. Tres semanas después, fue asesinada mientras estaba detenida.
Las autoridades iraníes insistieron en que su muerte fue accidental, alegando que falleció de un derrame cerebral mientras la interrogaban. Sin embargo, Shahram Azam, ex médico militar, declaró que examinó el cadáver de Kazemi y observó signos evidentes de tortura, como fractura de cráneo, fractura de nariz, signos de violación y graves hematomas abdominales. Esta información se reveló en el caso de Azam para solicitar asilo en Canadá en 2004.
La muerte de Kazemi bajo custodia iraní atrajo la atención internacional. Debido a su ciudadanía conjunta y a las circunstancias de su muerte, la tragedia generó considerables protestas. En noviembre de 2003, Periodistas Canadienses por la Libertad de Expresión concedió a Kazemi el premio Tara Singh Hayer Memorial en reconocimiento a su valentía en la defensa del derecho a la libertad de expresión.
Canadá redactó una resolución de las Naciones Unidas para condenar los abusos contra los derechos humanos en Irán, expresando su preocupación por el uso que hace Irán de la tortura y otras formas de castigo crueles, inhumanas y degradantes, en particular la práctica de la amputación y la flagelación. En respuesta y para cambiar el foco de atención, Gholamhossein Elham, portavoz del poder judicial iraní, respondió afirmando: «El gobierno canadiense tiene el peor, más atrasado y racista sistema judicial». Irán acusó además a un agente de policía canadiense de matar a tiros a Kayvan Tabesh, iraní de 18 años, el 14 de julio en Vancouver. El policía alegó defensa propia después de que el adolescente supuestamente cargara contra él con un machete. Irán también presentó un informe de 70 páginas antes de la adopción de la resolución, en el que detallaba presuntos abusos contra los derechos humanos en Canadá, en un intento de desacreditar al principal promotor de la resolución.
En otro incidente, un destacado bloguero canadiense-iraní, Hossein Derakhshan, fue detenido por la policía en Teherán en 2008 por unos comentarios que hizo sobre la fe chií, según la judicatura iraní.